# Ben Kweller
 (février 2018).
Si vous disposez d'ouvrages ou d'articles de référence ou si vous connaissez des sites web de qualité traitant du thème abordé ici, merci de compléter l'article en donnant les références utiles à sa vérifiabilité et en les liant à la section « Notes et références ».
Ben Kweller (né le 16 juin 1981) est un rocker américain. Kweller est également l'ancien leader et chanteur d'un groupe des années 90, Radish.

## Biographie
Ben Kweller était auparavant le leader de Radish, un groupe comparé à Nirvana par le magazine Rolling Stone. Le groupe formé en 1993 est rapidement devenu populaire sur scène musicale de Dallas. Il fut cependant victime des critiques le considérant comme une imitation de Nirvana malgré la présence novatrice de son très jeune leader, guitariste-chanteur (Kweller n'était qu'adolescent durant l'entière existence du groupe). Néanmoins, Kweller et ses deux compères, le bassiste Bryan Blur et la batteur John Kent, signèrent sur une major, Mercury Records, en 1995. En dépit de son ascension très rapide, Radish n'a pas réussi à atteindre le succès ni avec son premier disque Dizzy ni avec son second album Restraining Bolt.
Kweller a commencé sa carrière solo avec son album Sha Sha qui comprend le single populaire et radiophonique Wasted & Ready. Cette chanson traite de son ancienne carrière avec Radish et des difficultés à trouver une identité en tant qu'artiste de 20 ans commençant une carrière musicale. Le disque conserve de nombreuses influences de Nirvana mais également d'autres groupes pop tels que Weezer et Ben Folds. L'album devint populaire grâce à son site internet et à un groupe de promotion, appelé TeamBK, lui faisant une publicité par le bouche à oreille.
En 2003, Kweller a tourné en Australie avec Ben Folds et Ben Lee en tant que The Bens. Le trio a produit un EP éponyme. Le second album solo de Kweller sorti en 2004 : On My Way, a égalé la popularité, modeste mais de qualité, de Sha Sha, avec un son plus mature et plus calme. Kweller travaille actuellement sur un nouvel album qui sera produit par Gil Norton, qui a produit des prestigieux albums comme Doolittle des Pixies et The Colour and the Shape des Foo Fighters.
En 2011, la réalisatrice Jennifer Devoldère utilise le morceau How it Should Be (Sha Sha) pour la BO de son film Et soudain, tout le monde me manque.
En 2014, il joue dans le film Rudderless en compagnie de Selena Gomez entre autres. Il y interprète aussi le titre « Hold On » en featuring avec cette dernière.

## Discographie

### Albums studio
- 2002 - Sha Sha (ATO Records / BMG Entertainment)
- 2004 - On My Way (ATO Records / BMG Entertainment)
- 2006 - Ben Kweller (ATO Records / BMG Entertainment)
- 2009 - Changing Horses (ATO Records / BMG Entertainment)
- 2012 - Go Fly a Kite (The Noise Company)
- 2020 - Circuit Boredom (The Noise Company)
- 2025 - Cover the Mirrors (The Noise Company)

### Singles
- Wasted and Ready, 2002
- Commerce, TX, 2003
- Falling, 2003
- The Rules, 2004
- Tylenol, 2005
- Sundress, 2006
- Penny On The Train Track, 2006
- Sawdust Man, 2009
- Jealous Girl, 2012
- Mean to Me, 2012
- It Ain't Christmas Yet, 2014
- Starz, 2020
- American Cigarettes, 2020
- Killer Bee, 2023
- Optimistic, 2024